# Погребняк Олександр Олександрович
Олександр Олександрович Погребняк (3 квітня 1986, Київ) — український актор театру, кіно та дубляжу, радіоведучий.

## Життєпис
Народився 3 квітня 1986 року у Києві.
У 2008 році закінчив Київський національний університет театру, кіно і телебачення імені Івана Карпенка-Карого, майстерня Олега Шаварського за спеціальністю «Актор драматичного театру та кіно».
Займається дубляжем і озвученням українською та російською мовами, ведучим на радіо, працює в Київському академічному театрі «Колесо». Співпрацює зі студіями звукозапису та телеканалами.
З осені 2012 року ведучий музично-розважальної програми в прямому ефірі на радіо «Промінь».
Неодноразовий учасник пародійного шоу «Велика різниця по-українськи».
Володіє іспанською на розмовному рівні. Любить подорожувати. Побував у 18 країнах. Серед спортивних досягнень: Кандидат у майстри спорту в двох видах — Стрибки на батуті та підводне плавання. Вивчає жестову мову (Дактель). Офіційний український голос голлівудських акторів Едді Редмейн, і Рамі Малек.

## Театральні роботи

### Дипломні спектаклі в університеті
- Алла Кигель. «Блазень» — Жан-Батист Мольєр
- Жан Ануй. «Коломба» — Наш Дорогий Поет
- Петер Мюллер. «Дві пригорші дріб'язку» — Лікар Мортон
- Євген Шварц «Звичайне диво» — Король

### Ролі у театрі
- Пісенний розгуляй (спектакль-концерт) «Коктейль» «ФА-СОЛЬ» — Учасник дії
- Афанасий Саксаганский. «Шантрапа» — Новенький
- Армен Зурабов. «Ліка» — Офіціант
- Жан Ануй. «Генерали в спідницях» — Адвокат Лебелюк
- За мотивами Оскара Уайлда «Зоряний хлопчик» — Оповідач, слуга, охоронець

### Антреприза
- Новорічний мюзікл-фієрія «Казкові пригоди у Віртуляндії» — Монстр Гальмо
- Дитячий мюзікл за мотивами казки Г. К. Андерсена «Дюймовочка» — Жабуар
- Сценічна історія, зібрана з оповідань італійського письменника-символіста Діно Буццаті «Почему привидения» — Маестро Тамбурлані

## Фільмографія
- «Овід» (2003)
- «Вовчиця» (2006)
- «Театр приречених» (2006)
- «Рідні люди» (2008)
- «Викрадення богині» (2009)
- «Країна У» (2013)
- «Тепер я буду любити тебе» (2015)
- «Володимирська, 15» (2015—2016)
- «СуперКопи» (2016)
- «Дівчина з персиками» (2017)
- «Клуб невдахів» (2017)

## Дублювання та озвучення
Сотні ролей українською та російською для студій та телеканалів «1+1», «Le Doyen», «Постмодерн» та інших.

### Альваро Мел
- (2025) Настанови для панянок — Сантьяґо Торрес

### Альберто Россі
- (2025) Гепард — Паоло

### Алекс Шарп
- (2024) Проблема 3 тіл — Вілл Давнінг

### Александр Влагос
- (2024) Ірландське бажання — Пол Кеннеді

### Адам Дівайн
- (2023) Родичі поза законом — Оуен Браунінг
- (2016) Чому він? — Тайсон Моделл
- (2016) Весільний погром — Майк Стенґл
- (2015) Стажер — Джейсон

### Адам Нагайтіс
- (2021) Остання дуель — Адам Лувель

### Алі Фазал
- (2022) Смерть на Нілі — Хачатурян

### Андрій Федінчик
- (2018) Папаньки — Олександр

### Аарона Лінга
- (2011) Сутінки. Сага. Світанок: Частина 1 — невідомо

### Біллі Маґнуссен
- (2025) Ліло і Стіч — Пліклі

### Боуен Янг
- (2022) Загублене місто — Рей

### Бела Габор Ленц
- (2022—) Імператриця — Сімон фон Сіна

### Боб Джоулз
- (2018) Сімейка Грін у місті — Білл Грін

### Блейк Майкл
- (2011) Лимонадний голос — Чарлі

### Бен Бейлі Сміт
- (2001—) Чорне дзеркало — Ґейб

### Браян Драммонд
- (2015—2017) Лицарі Некзо Найтс — Мама Ексель (1 сезон 7 серія)
- (2010—2019) My Little Pony: Дружба — це диво — Дабл Даймонд

### Бадді Хакетт
- (2000) Русалонька 2: Поклик моря — Смік

### Вінсент Тонг
- (2023) Ніндзяґо: Повстання драконів (Плюс Плюс)— Кай
- (2022—2024) Сонік Прайм (від 1+1) — Доктор Нетак
- (2017) My Little Pony: Дівчата з Еквестрії - Легенда про Еверфрі — Флеш Сентрі
- (2015) Дівчата з Еквестрії: Ігри дружби — Флеш Сентрі
- (2015—2017) Лицарі Некзо Найтс — Джестро
- (2011—2022) Ніндзяґо: Майстри Спінджицу — Кай (6-13 сезон)
- (2010—2019) My Little Pony: Дружба — це диво — Рамбл (7 сезон 21 серія)

### Волтон Гоггінс[2]
- (2013) Мачете вбиває — Ель-Камелеон 1

### Will.i.am
- (2011) Ріо (ТЕТ) — Педро

### Гарві Гіллен
- (2025) Компаньйон — Елі

### Габріель Слоєр
- (2024) Гризельда — Діас

### Гейлі Джоел Осмент
- (2024) Кліпни двічі — Том

### Джеффрі Селф
- (2025) Фатальний меседж — Метт

### Джаред Гесс
- (2025) Minecraft: Фільм — Генерал Чангас

### Джозеф Ґордон-Левітт
- (2024) Поліцейський із Беверлі-Гіллз: Аксель Ф. — Детектив Боббі Ебботт

### Деніел Інґс
- (2024—) Джентльмени  — Фредді Хорніман

### Дейвід Горнсбі
- (2023) Різдво малого Бетмена — Джокер

### Ден Старкі
- (2023) Мумії — Денні

### Джек Блек
- (2024) Панда Кунг-Фу 4 — По
- (2022—2023) Панда Кунг-Фу: Лицар Дракона — По (1 сезон, 9-11 серія, 2-3 сезон)

### Дейкр Монтгомері
- (2022) Елвіс — Стів Біндер

### Джон Малейні
- (2022) Кіт у чоботях 2: Останнє бажання — Джек Горнер

### Девід Дастмалчян
- (2023) Людина-мураха та Оса: Квантоманія — Веб
- (2021) Загін самогубців: Місія навиліт — Абнер Крилл / Крапочка-мен

### Джош Кітон
- (2021) Аркейн — Сало

### Джонатан Коен
- (2021) Армія злодіїв — Делакруа

### Джеймс Ренсон
- (2019) Воно 2 — Едді Каспбрак

### Big Sean
- (2019) Халепа — Халепа

### Джош Гад
- (2017) Вбивство у «Східному експресі» — Гектор МакКвін
- (2017) Красуня і чудовисько — Лефу

### Джон К'юсак
- (2016) Анастасія — Дмитро

### Дмитро Соловйов
- (2018) Будиночок на щастя — Колишній Маша

### Джим Парсонс
- (2015) Нарешті вдома — О

### Джим Керрі
- (2014) Тупий та ще тупіший 2 — Ллойд

### Деймон Веянс
- (2014) Супер шістка — Васабі

### Джейсон Шварцман
- (2014) Готель «Ґранд Будапешт»

### Джейк Джилленгол
- (2013) Полонянки — Детектив Локі

### Даррен Форман
- (2013) Чувак, це мій привид! — Біллі Джо Кобра

### Дейв Фолі
- (2013) Університет монстрів — Дері

### Джеремі Суарес
- (2012) Замбезія — Кай

### Джексон Ретбоун
- (2012) Сутінки. Сага. Світанок: Частина 2 — Джаспера Гейла
- (2011) Сутінки. Сага. Світанок: Частина 1 — Джаспера Гейла

### Джей Чоу
- (2011) Зелений шершень — Като

### Джабукі Янг-Вайт
- (2011—) Чорне дзеркало — Ерік першого рівня

### Джошуа Джеймс
- (2011—) Чорне дзеркало — Кріс Голліґен

### Джеймс П. Ріс
- (2001—) Чорне дзеркало — Дюк

### Девід Рудман
- (2011) Маппет-шоу — Скутер

### Дж. Д. Пардо
- (2011) Сутінки. Сага. Світанок: Частина 1 від (ТЕТ) — Нахуель

### Джастін Ройланд
- Таємниці Ґравіті Фолз (2012—2016) — Блендін Бландін (1 сезон 9 серія)
- (2010—2014) Ловися, рибко! — Оскар

### Денні Куксі
- (2010—2020) Кік Бутовський: Розбишака з передмістя — Бред Бутовські

### Джастін Лонг
- (2010) Альфа і Омега: Зубата братва — Гамфрі

### Джош Пек
- (2004—2007) Дрейк і Джош — Джош

### Девід Гайд Пірс
- (1998) Пригоди Фліка — Слім

### Джеррі Колонна
- (1951) Аліса в Країні Чудес — Заєць

### Ендрю Скотт
- (2025) Знову в дії — Бейрон
- (2019) 1917 — Лейтенант Леслі
- (2015) Віктор Франкенштайн — Інспектор Родерік Турпін
- (2015) 007: Спектр — С

### Ендрю Реннеллс
- (2023) Тролі: Знову разом — Вокаліз

### Едді Редмейн
- (2022) Хороший медбрат — Чарлі Каллен
- (2022) Фантастичні звірі: Таємниці Дамблдора — Ньют Скамандер
- (2018) Фантастичні звірі: Злочини Ґріндельвальда — Ньют Скамандер
- (2016) Фантастичні звірі і де їх шукати — Ньют Скамандер
- (2015) Дівчина з Данії — Ейнар Вегенер / Лілі Ельбе
- (2014) Теорія всього — Стівен Гокінг

### Еммануель Імані
- (2024) Дівчина-ґік — Вілбур Еванс

### Ендрю Ентоні
- (2019) Гра в хованки — Чарльз

### Ерік Бауза
- (2016—2017) Капітан Атомік — Джої Фелт

### Ендрю Колдуелл
- (2012–2015) Ренді Каннінгем: Ніндзя 9 класу — Говард Вайнерман

### Ендрю Френсіс
- (2010—2019) My Little Pony: Дружба — це диво — Шайнінг Армор (5-6 сезон)

### Еммет Холл
- (2010—2019) My Little Pony: Дружба — це диво — Скай Стінґер

### Євген Кошовий
- (2021) Різниця у віці — дизайнер

### Євген Бондарський
- (2015—2016) Відділ 44 — Веніамін Черних

### Зак Вудс
- (2017) Lego Фільм: Ніндзяго — Зейн

### Зак Ефрон
- (2016) Хтивий дідусь — Джейсон Келлі

### Ерік Джейкобсон
- (2014) Маpпети у розшуку — Міс Піггі (співає)

### Зак Брафф
- (2013) Оз: Великий та Могутній — Френк / Фінлі (мавпочка)

### Імон Феррен
- (2019—) Відьмак — Кагір

### Йоан Гріффідд
- (2000) 102 далматинці — Кевін

### Клаудіо Коліка
- (2024) Ціна бабусиного спадку — Еміліо
- (2022) Ціна родини — Еміліо

### Коннор Свінделс
- (2023) Барбі — Аарон Дінкінс

### Кеон Александер
- (2023) Нічний агент — Джавад

### Каран Соні
- (2023) Людина-павук: Крізь Всесвіт — Павітр Прабхакар / Людина-павук Індія

### Крістіан Бруун
- (2022) Шантаж — Янус Фербер

### Колін Джост
- (2021) Том і Джеррі — Бен

### Каллум О'Нілл
- (2012) Відважна — Син Дінгволл

### Крістофер Гаятт
- (2011) Сутінки. Сага. Світанок: Частина 1 — Ембрі Колла

### Конрад Вернон
- (2001) Шрек (ТЕТ) — Пряник

### Канета Кімоцукі
- (1979) Дораемон, Футуристичний Роботокет — Сунео Хонекава

### Лі Токар
- (2016) My Little Pony: Дівчата з Еквестрії - Легенда про Еверфрі — Сніпс
- (2010—2019) My Little Pony: Дружба — це диво — Коріандр Кумин

### Метт Роджерс
- (2024) За фасадом — Грег Бойселейн

### Мітч Грассі
- (2024) Зустріньмося наступного Різдва — Мітч

### Метт Лукас
- (2023) Вонка — Джеральд Тицьніс

### Майк Тейлор
- (2023) Лего Дрімззз — Купер

### Мілан Картер
- (2023—) ФУБАР — Баррі

### Майкл Пенья
- (2017) My Little Pony у кіно — Грубер

### Марк Дробот
- (2016) Центральна лікарня — Максим Красовський

### Макс Грінфілд
- (2016) Льодовиковий період: Курс на зіткнення — Роджер

### Макс фон дер Ґробен
- (2014) Бібі та Тіна — Фредді

### Майкл Сера
- (2013) Це кінець — Майкл Сера

### Майкл Добсон
- (2010—2019) My Little Pony: Дружба — це диво — Джефф Летроцкі

### Метт Гілл
- (2010—2019) My Little Pony: Дружба — це диво — Соарін

### Набхан Різван
- (2024) Каос — Діоніс

### Нейт Торренс
- (2015—2019) Зоряна принцеса проти сил зла — Ферґюсон

### Нік Стюарт
- (1941) Дамбо — Ворон в окулярах

### О'Ші Джексон-молодший
- (2025) Злодії 2: Пантера — Донні Вілсон
- (2018) Злодії — Донні Вілсон

### Остап Ступка
- (2016) Папараці — Марат Щеглов

### Оуен Вілсон
- (2013) Індики: повернення в майбутнє — Реджі

### Піт Девідсон
- (2025) Людопес — Піті

### Пол Дано
- (2024) Астронавт — Гануш

### Педро Паскаль
- (2020) Ми можемо бути героями — Маркус Морено

### Пітер Стормаре
- (2017) Реальна білка 2 — Гантер
- (2014) Реальна білка — Гантер

### Пітер Фачінеллі
- (2011) Сутінки. Сага. Світанок: Частина 1 — Карлайл Каллен

### Пітер Келаміс
- (2010—2019) My Little Pony: Дружба — це диво — Фешн Плейт

### Рамі Малек
- (2025) Аматор — Чарлі Геллер
- (2023) Оппенгеймер — Девід Лоуренс Гілл
- (2021) 007: Не час помирати (2021) — Люцифер Сафін
- (2021) Дрібниці — Джим Бакстер
- (2018) Богемна рапсодія — Фредді Мерк'юрі

### Рассел Бренд
- (2016) Тролі — Ручай

### Роббі Деймонд
- (2014—2016) Хлібокачки — Шлеп-Шлеп

### Роман Хан
- (2014—) Рятівники — Рятувальник

### Раян Бейл
- (2010—2019) My Little Pony: Дружба — це диво — Зефір Бриз

### Рейф Файнз
- (1998) Принц Єгипту — Рамзес

### Сему Філіпо
- (2023) Наступний гол — переможний — Рембо

### Сем Рігел
- (2013—2016) Вондер Тут і Там — Імператор Крутяк

### Стів Перселл
- (2012) Відважна — Ворон

### Саймон Пегг
- (2009) Льодовиковий період 3: Ера динозаврів (1+1) — Бак

### Тайтусс Берджесс
- (2025) Білосніжка — Тихоня
- (2024) Зачарований — Солі

### Томас Барбуска
- (2024) Новачки — Рубі

### Томас Мідлдітч
- (2017) Капітан Підштанько: перший епічний фільм — Гарольд

### Ті Баррелл
- (2016) У пошуках Дорі — Бейлі

### Томокадзу Секі
- (2014) Залишся зі мною, Дораемоне — Сунео Хонекава
- (2007) Дораемон, Футуристичний Роботокет — Сунео Хонекава

### Флула Борґ
- (2017) Фердинанд — Ганс

### Фредді Гаймор
- (2009) Артур та помста Вурдалака — Артур

### Чімвемве Міллер
- (2023) Тупі та Біну: фільм — Жан-Жак

### Шон Вільям Скотт
- (2006) Льодовиковий період 2: Глобальне потепління (1+1) та Цікава ідея — Креш

### Юджин Лі Ян
- (2023) Німона — Золотосяйний

### Ян Дравнел
- (2025) Собачий пагорб — Себастьян

### 2010
- (2010) День Святого Валентина — Роль невідомо (Епізод)
- (2010) Крок уперед 3D — Роль невідомо

### 2011
- (2011—2016) Джейк і пірати з Небувалії — Роль невідомо
- (2011—2015) Коли падають небеса — Роль невідомо
- (2011) Фінеас і Ферб у другому вимірі — Роль невідомо
- (2011) Шкіра, в якій я живу — Роль невідомо
- (2011) Безсмертні — Роль невідомо
- (2011) Веселі ніжки 2 — Роль невідомо

### 2012
- (2012) Проєкт Х: Дорвались — Роль невідомо
- (2012) Білосніжка: Помста гномів — Роль невідомо
- (2012) Захисник — Роль невідомо
- (2012) Паранорман — Роль невідомо
- (2012) Нестримні 2 — Роль невідомо
- (2012) Феї: Таємниця магічних крил — Роль невідомо
- (2012) Хапай та тікай — Роль невідомо
- (2012) Найп'янкіший округ у світі — Роль невідомо
- (2012—2017) Черепашки ніндзя — Роль невідомо
- (2012) Сайлент Хілл 2 — Роль невідомо
- (2012—2016) Маленький Зоомагазин — Роль невідомо
- (2012) Знедолені — Роль невідомо
- (2012) Джанґо вільний — Роль невідомо

### 2013
- (2013) Спокусник 2 — Роль невідомо
- (2013) Прекрасні створіння — Роль невідомо
- (2013) Великий Гетсбі — Фотограф (Невідомий Актор)
- (2013) Пипець 2 — Роль невідомо
- (2013) П'ята влада — Роль невідомо

### 2014
- (2014) Джек Раян: Теорія хаосу — Роль невідомо
- (2014) Підлітки-мутанти черепашки-ніндзя — Роль невідомо
- (2014) Місто гріхів 2: Жінка, заради якої варто вбивати — Роль невідомо

### 2015
- (2015) Губка Боб: Життя на суші — Роль невідомо
- (2015) Антураж — Роль невідомо

### 2016
- (2016)  Мілина — Роль невідомо

Армія мерців, Битва статей, Дедпул і Росомаха, Не дивіться вгору, Дюна, Веселі ніжки 2, Мавка. Лісова пісня, Таємниця крил, Смурфи (фільм), Валеріан та місто тисячі планет,

### Актор Озвучення
- (2001) Осмозіс Джонс — Усі чоловічі голоси
- (2001) Недитяче кіно — Усі чоловічі голоси
- (1995) Джуманджі — Усі чоловічі голоси
- (1994) Володар сторінок — Усі чоловічі голоси